# 3e régiment suisse
Le 3e régiment suisse est un régiment de la grande armée servant la France comme mercenaire. Le régiment fait partie des quatre régiments en plus du bataillon valaisan et de Neuchâtel, au service de la France et intégré directement à la grande armée.

## Histoire
Considéré comme le plus prestigieux des quatre Mercenaires suisses, le 3e Régiment d'Infanterie de Ligne Suisse a été fondé par décret le 12 septembre 1806 sous le commandement du colonel Louis de May, de Berne dont la garnison est stationnée dans les Flandres, à Lille. Le commandant en second est le colonel M. Thomasset. Enfin le Major Weber, est nommé commandant par intérim lors de l'emprisonnement du colonel Louis de May. À la fin de l'année 1807, le régiment avait atteint un effectif de 2, 711 hommes et avait reçu son aigle.Le 1er bataillon est constitué entre le 10 décembre 1806 et le 18 décembre 1813. L'agencement du 3e bataillon s'opère entre le 19 mars 1807 et le 12 mai 1810. Enfin, le 4e bataillon est structuré entre le 28 et 30 avril 1807.
Enfin, l'empereur Napoléon Ier décrète le 2 avril 1815 la dissolution des régiments suisses. Seuls les premier et quatrième régiments sont dissous. Quelques soldats et officiers des 2e régiment suisse et 3e régiment suisse servirent à la formation du Bataillon Stoffel, prévu par l’article 3 du décret. Dans l'ensemble, le soldats suisses ont joué un rôle parfois décisif quand bien même ils ont été bien plus présents lors des défaites que des victoires de Napoléon d'après l'historien Alain-Jacques Czouz-Tornare.

## Composition

### Structure organisationnelle du régiment
À la suite du traité d'alliance du 27 septembre 1803 signée à Fribourg entre le général Michel Ney, ambassadeur de la République Française et les commissaires de la Diète helvétique, il était mentionné que la Suisse mettait à disposition 10, 000 hommes au service de l'Empire français (1804-1815). Chaque régiment suisse durant la période du Premier Empire, était composé de quatre bataillons. Au sein de ces quatre bataillons, on dénombre neuf compagnies dont une de grenadiers et huit de fusiliers. Les hommes devaient être engagés volontairement et librement. Au total, le 3e régiment suisse est composé de 32 compagnies de fusiliers dont 5 de Berne, 4 de Zurich, 4 de Vaud, 3 des Grisons, 2 de Saint-Gall, 2 d'Argovie, 2 de Thurgovie, 1 de Fribourg, 2 de Lucerne, 2 du Tessin, 1 de Soleure, 2 de Schwyz, 1 de Appenzel, 1 de Bâle.La  compagnie d'artillerie suisse est fondée le 19 avril 1803 et rattachée au 1er régiment suisse le 1er avril 1806. Par un décret du 10 décembre 1811, tous les régiments suisses au service de l'Empire se voient doter d'une compagnie d'artillerie.

### Commandants notables

#### Chefs d'escadrons
- CEN Charles-Philippe, comte d'Affry[7]

#### Capitaines
- CNE Christophe Stoffel (mars 1807)[8]
- CNE Segesser
- CNE Ackermann

## Opérations et engagements
À la suite de la création du 3e régiment suisse, ce dernier ne resta pas longtemps sur son site de garnison. Ce dernier est envoyé pour se préparer aux campagnes futures au Portugal ou en Espagne.

### 1808

#### Baylen
Au cours de la bataille de Bailén, le 1er bataillon du 3e régiment suisse "n'a jamais été vaincu mais seulement enveloppé dans cette malheureuse capitulation" qui rend prisonnier de guerre tout le corps d'armée auquel appartient ce bataillon. Malgré les précieux efforts du 3e régiment suisse mentionnés par le Major Weber :
"4 compagnies du bataillon, réunies à 4 compagnies françaises, commandées par le chef de bataillon d'Affry, formant l'avant-garde de la division, ont rompu et traversé quatre fois la ligne de l'ennemi. Il est bien à plaindre que tant de courage et tant d'efforts n'aient pas eu un succès plus heureux."
Le reste du 1er bataillon du 3e régiment et le 3e bataillon du 4e régiment suisse sont faits prisonniers de guerre par suite de la capitulation de Baylen le 19 juillet 1808. Seuls vingt-huit soldats parviennent à rejoindre le dépôt à Rennes.

### 1812

#### Polotsk
Les pertes pour le 3e régiment suisse furent énormes.

## Équipement et insignes

### Description de l'équipement militaire utilisé par le régiment

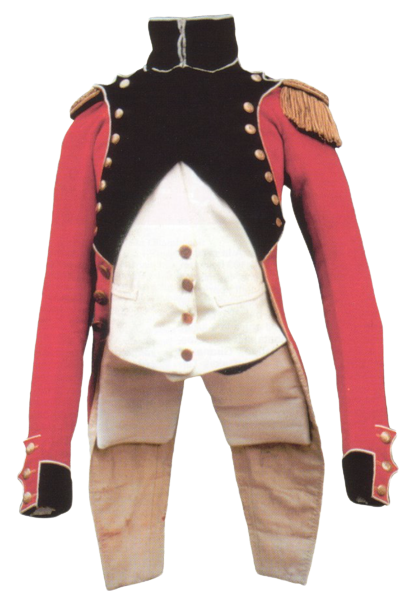
Uniforme d'officier du 3e régiment d'infanterie suisse avec ses distinctives noires

Le 3e régiment suisse était traditionnellement habillé en rouge garance, avec ses distinctives noires. L'uniforme était équipé de revers, parements et collet noirs. Ils étaient dotés d'un gilet en tricot blanc. Le liseré du costume était blanc et les boutons de l'uniforme en or. Les articles du traité d'alliance du 27 septembre 1803 disposaient que :  
"La France restait fidèle au traditionnel rouge garance qu'avaient toujours porté les Suisses à son service, et seuls les revers, collets et parements devaient permettre de distinguer les différents régiment.",
Le Shako était réservé aux sous-officiers, les soldats du centre et des voltigeurs. Le bonnet à poils étaient destinés aux grenadiers. Le régiment étant placé sous le commandement supérieur du colonel général des Suisses, dont les attributions furent réglées par l'ordonnance du 18 août 1816, qui conserva "les anciennes prérogatives compatibles avec la constitution nouvelle de l'armée."

### Insignes, drapeaux, bannières
Le 26 août 1807, on demande à l’Empereur "1° si les régiments étrangers qui, d’après sa décision du 20 juin dernier, doivent avoir des drapeaux sans aigles, les auront de l’ancien ou du nouveau modèle ; 2° dans le premier cas, quels en seront les ornements, la légende, la coupe ; 3° si cette décision sera applicable aux régiments suisses, irlandais, de La Tour d’Auvergne et d’Isenburg et au bataillon valaisan, qui ont reçu depuis longtemps des drapeaux surmontés d’aigles".
Napoléon répond : "Donner des drapeaux dans l’ancienne forme à ceux qui n’en ont pas. Laisser les aigles à ceux qui en ont reçu."

### Sources primaires
1. ↑  Archives fédérales, Berne, C 628, fol. 38. Weber, major du 3e régiment suisse au Landammann de Watteville, Lille le 12 mars 1810
2. ↑  Archives fédérales, C 625: « Quatrième régiment de ligne suisse. Mémoire historique dudit corps depuis sa création le 12 septembre 1806 jusqu'à l'époque du 1er novembre 1809 », fol. 366 v.

### Sources secondaires
1. 1 2 3  Alain Pigeard, « Les régiments suisses sour l'Empire (1803 - 1815) », Tradition Magazine,‎ janvier 2003
2. 1 2  Olivier AZZOLA, Stéphane BILLONNEAU et Jean-Charles MERCIER (dir. Thierry SARMANT), « SUISSES AU SERVICE DE LA FRANCE (XVIIe -XIXe SIECLES) », MINISTERE DE LA DEFENSE; ETAT-MAJOR DE L’ARMEE DE TERRE : SERVICE HISTORIQUE,‎ 2000, p. 201 - 215 (lire en ligne  [PDF])
3. ↑  Czouz-Tornare, Alain-Jacques, « Ces Suisses qui ont créé la France », Suisse magazine,‎ 2008, p. 4 (lire en ligne  [PDF])
4. ↑  Jean-François Brun, « Le rôle du Grand Empire dans le recrutement et la logistique des armées napoléoniennes », Revue Historique des Armées, vol. n° 291, no 2,‎ 2 janvier 2018, p. 31–40 (ISSN 0035-3299, DOI 10.3917/rha.291.0031, lire en ligne, consulté le 5 octobre 2023)
5. ↑  « Revue des études napoléoniennes », sur Gallica, 1er janvier 1914 (consulté le 5 octobre 2023)
6. 1 2  Eugène Fieffé, Histoire des troupes étrangères au service de France depuis leur origine jusqu'à nos jours, et de tous les régiments levés dans les pays conquis sous la première république et l'empire, Dumaine, 1854 (lire en ligne), p. 127
7. ↑  Capitaine P. de Vallière, « Histoire du régiment des gardes suisses de France (1567-1830) », Revue Militaire Suisse,‎ août 1911 (lire en ligne  [PDF])
8. ↑  Jérôme Bodin, Les Suisses au service de la France, Paris, Albin Michel, février 2016, 384 p. (ISBN 2226321888), p. 234
9. ↑  Alain-Jacques Czouz-Tornare, « Le régiment suisse de Diesbach au service du Roi face à la Révolution dans le Nord/ Pas-de-Calais(1789-1792) », Revue du Nord, vol. 71, no 282,‎ 1989, p. 739–756 (ISSN 0035-2624, DOI 10.3406/rnord.1989.4477, lire en ligne, consulté le 5 octobre 2023)
10. ↑  Eugène Fieffé, Histoire des troupes étrangères au service de France depuis leur origine jusqu'à nos jours, et de tous les régiments levés dans les pays conquis sous la première république et l'empire, Dumaine, 1854 (lire en ligne), p. 299
11. ↑  Louiselle de RIEDMATTEN, Les régiments suisses et la bataille de Baylen (19 juillet 1808), 1996, 216 p. (lire en ligne), p. 166 - 167
12. ↑  Eugène Fieffé, Histoire des troupes étrangères au service de France depuis leur origine jusqu'à nos jours, et de tous les régiments levés dans les pays conquis sous la première république et l'empire, Dumaine, 1854 (lire en ligne), p. 381
13. ↑  P&T, I, 1267. Extraite du "Travail du ministre directeur avec l’Empereur, du 26 août 1807"